# Рабо, Пьер
Пьер Рабо (фр. Pierre Rabot; 4 августа 1864, Бордо — 13 июня 1914, Париж) — французский яхтсмен, бронзовый призёр летних Олимпийских игр 1908 года.
На Играх 1908 года в Лондоне Рабо соревновался в классе 6 м. Его команда стала в итоге третьей, заняв в двух гонках второе место.